# Colomba Carabelli

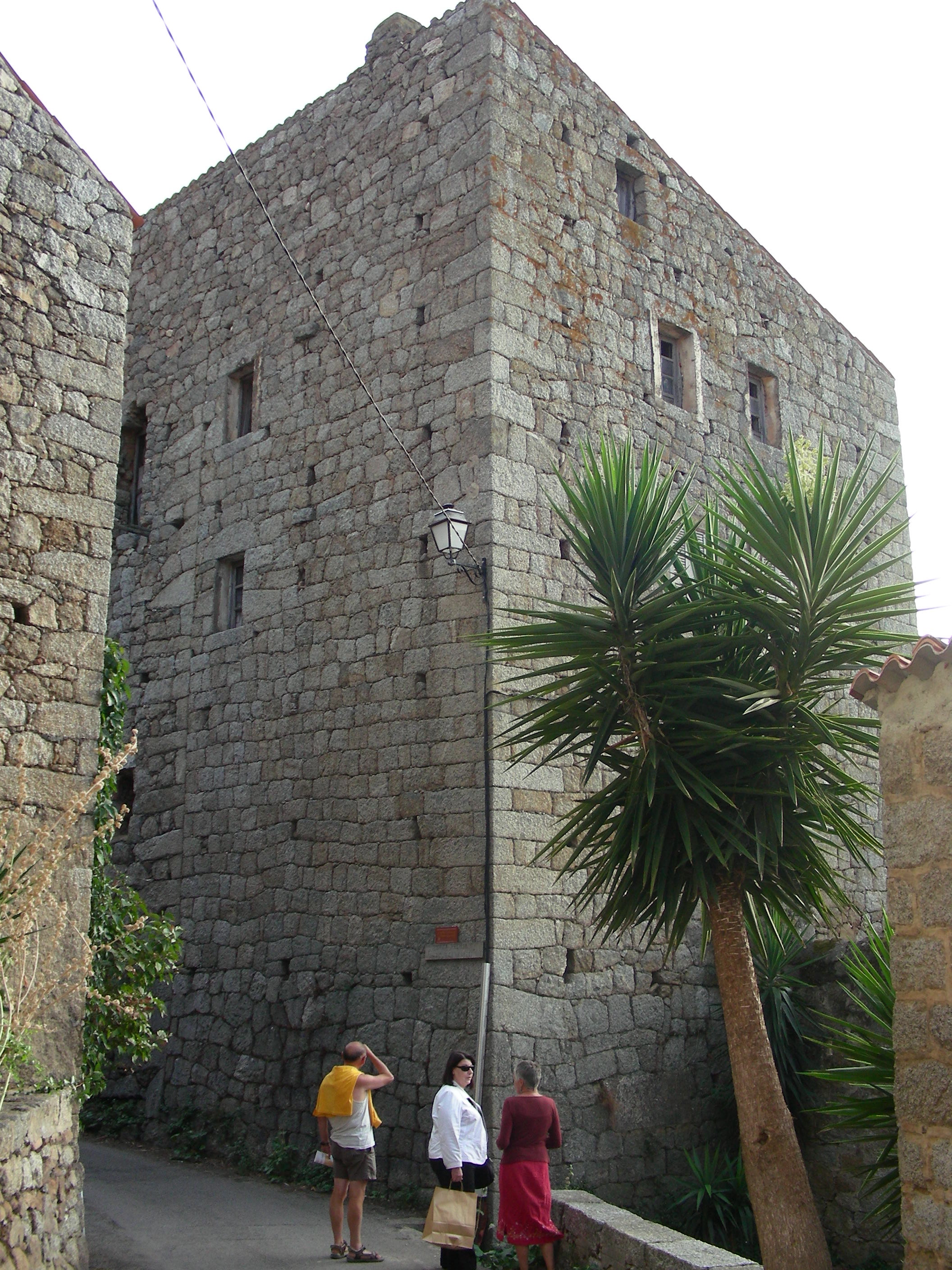
Der Turm der Colomba in Fozzano, ist heute ein monument historique (2011).

Colomba Bartoli (* 7. Mai 1775 in Fozzano; † 6. Dezember 1861 in Olmeto), geborene Carabelli, war eine korsische Frau, die der französische Schriftsteller Prosper Mérimée (1803–1870) in seiner 1840 erschienenen Novelle Colomba als literarische Figur in umstrittener Weise zum Symbol des „alten Korsikas“ machte.

## Geschichte
Bei Mérimées Aufenthalt auf Korsika von August bis September 1839 lernte er Colomba Bartoli kennen, die in ihrem Geburtsort Fozzano bei Olmeto in der südkorsischen Gebirgsregion Alta Rocca lebte. Das Dorf Fozzano war 1833 Schauplatz einer blutigen Vendetta zwischen den Familien Carabelli/Bartoli und Durazzo, deren Anstifterin Columba war. Ihr Vater, ihr einziger Sohn, ein Freund der Familie sowie zwei der Durazzos waren bereits ermordet worden.

## Gegenwart
Die monströsen Wohntürme der beiden Familien in Fozzano sind noch erhalten und zu besichtigen. Im Torre Vecchia (alter Turm) aus dem 14. Jahrhundert lebten die Carabelli und im Torre Nova (neuer Turm) aus dem 16. Jahrhundert die Durazzo.